# Mark Lindsay
Mark Lindsay, född 9 mars 1942 i Eugene, Oregon, är en amerikansk popsångare. Han var sångare i Paul Revere & the Raiders under hela deras storhetsperiod. 1966 bildade han tillsammans med Steve Alaimo och Keith Allison projektet The Unknowns.
 1970 placerade han singeln "Arizona" på Tio i topps förstaplats. Han lyckades dock inte följa upp den låten med någon mer solohit. Singeln "Silver Bird" floppade i Europa, men nådde topp-40 i USA.

## Diskografi

### Solo
Studioalbum
- 1970 – Arizona
- 1970 – Silverbird
- 1971 – You've Got A Friend
- 1996 – Video Dreams
- 2013 – Life Out Loud

Singlar (urval)
- 1969 – "Arizona"
- 1969 – "First Hymn From Grand Terrace"
- 1970 – "Miss America"
- 1970 – "And The Grass Won't Pay No Mind"
- 1970 – "Problem Child"
- 1970 – "Silver Bird"
- 1970 – "And The Grass Won't Pay No Mind"
- 1971 – "Been Too Long On The Road"
- 1971 – "Are You Old Enough"
- 1973 – "California"
- 1975 – "Mamacita"
- 1976 – "Sing Your Own Song"

### Med "The Unknowns"
Singlar
- 1966 – "Melody For An Unknown Girl" / "Peith's Song"
- 1967 – "Tighter" / "Young Enough To Cry" (promo)